# 332183 Jaroussky
332183 Jaroussky è un asteroide della fascia principale. Scoperto nel 2006, presenta un'orbita caratterizzata da un semiasse maggiore pari a 2,7903078 UA e da un'eccentricità di 0,2034953, inclinata di 9,19975° rispetto all'eclittica.